# Józef Szajba
Józef Szajba (ur. 14 stycznia 1910 w Nowej Osady, zm. w prawdopodobnie w 1945 w Potulicach) – żeglarz, olimpijczyk z Berlina 1936.
Jeden z czołowych polskich żeglarzy regatowych okresu międzywojennego. Na igrzyskach olimpijskich w 1936 roku startował w klasie 6 metrów zajmując 11. miejsce.